# Kazakstan i olympiska sommarspelen 2008
Kazakstan representerades i olympiska sommarspelen 2008 i Peking av 130 idrottare, 70 kvinnor och 60 män, som deltog i 106 tävlingar i 19 grenar.

## Medaljer
| Medalj | Namn                  | Sport         | Gren                                  |
| ------ | --------------------- | ------------- | ------------------------------------- |
| 1      | Baqyt Särsekbajev     | Boxning       | Weltervikt                            |
| 1      | Ilja Iljin            | Tyngdlyftning | Herrarnas 94 kg                       |
| 2      | Tajmuraz Tigijev      | Brottning     | Herrarnas tungvikt, fristil           |
| 2      | Asqat Zjitkejev       | Judo          | Herrarnas halv tungvikt               |
| 2      | Irina Nekrassova      | Tyngdlyftning | Damernas 63 kg                        |
| 2      | Alla Vazjenina        | Tyngdlyftning | Damernas 75 kg                        |
| 3      | Jerkebulan Sjynalijev | Boxning       | Lätt tungvikt                         |
| 3      | Jelena Sjalygina      | Brottning     | Damernas mellanvikt, fristil          |
| 3      | Marid Mutalimov       | Brottning     | Herrarnas supertungvikt, fristil      |
| 3      | Nurbakyt Tengizbajev  | Brottning     | Herrarnas fjädervikt, grekisk-romersk |
| 3      | Aset Mambetov         | Brottning     | Herrarnas tungvikt, grekisk-romersk   |
| 3      | Arman Sjilmanov       | Taekwondo     | Herrarnas +80 kg                      |
| 3      | Marija Grabovetskaja  | Tyngdlyftning | Damernas +75 kg                       |

## Bordtennis
- Huvudartikel: Bordtennis vid olympiska sommarspelen 2008
- Damer

| Idrottare        | Gren   | Grundomgång                            | Omgång 1             | Omgång 2             | Omgång 3             | Omgång 4             | Kvartsfinal          | Semifinal            | Final                |
| Idrottare        | Gren   | Motståndare Resultat                   | Motståndare Resultat | Motståndare Resultat | Motståndare Resultat | Motståndare Resultat | Motståndare Resultat | Motståndare Resultat | Motståndare Resultat |
| ---------------- | ------ | -------------------------------------- | -------------------- | -------------------- | -------------------- | -------------------- | -------------------- | -------------------- | -------------------- |
| Marina Shumakova | Singel | Pesotska (UKR) L 8-11,6-11, 6-11, 6-11 | Gick inte vidare     | Gick inte vidare     | Gick inte vidare     | Gick inte vidare     | Gick inte vidare     | Gick inte vidare     | Gick inte vidare     |

## Boxning
- Huvudartikel: Boxning vid olympiska sommarspelen 2008

| Tävlande              | Viktklass       | Sextondelsfinal                 | Åttondelsfinal                   | Kvartsfinal                   | Semifinal            | Final                          |                  |
| Tävlande              | Viktklass       | Motståndare Resultat            | Motståndare Resultat             | Motståndare Resultat          | Motståndare Resultat | Motståndare Resultat           |                  |
| --------------------- | --------------- | ------------------------------- | -------------------------------- | ----------------------------- | -------------------- | ------------------------------ | ---------------- |
| Birzjan Zjakypov      | Lätt flugvikt   | Thomas Essomba (CMR) W 7-3      | Hovhannes Danieljan (ARM) W 13-7 | Shiming (CHN) L 4-9           | Gick inte vidare     | Gick inte vidare               | Gick inte vidare |
| Mirat Sarsembajev     | Flugvikt        | Rafał Kaczor (POL) W 14-5       | Georgij Balaksjin (RUS) L 12-4   | Gick inte vidare              | Gick inte vidare     | Gick inte vidare               |                  |
| Kanat Abutalipov      | Bantamvikt      |                                 | Yankiel León (CUB) L 10-3        | Gick inte vidare              | Gick inte vidare     | Gick inte vidare               |                  |
| Galib Dzjafarov       | Fjädervikt      | İmranov (AZE) L 9-5             | Gick inte vidare                 | Gick inte vidare              | Gick inte vidare     | Gick inte vidare               |                  |
| Merej Aksjalov        | Lättvikt        | Miklós Varga (HUN) W 12-3       | Hu Qing (CHN) L 11-7             | Gick inte vidare              | Gick inte vidare     | Gick inte vidare               |                  |
| Serik Säpijev         | Lätt weltervikt |                                 | Jonny Sanchez (VEN) W 22-3       | Manus Boonjumnong (THA) L 7-5 | Gick inte vidare     | Gick inte vidare               |                  |
| Baqyt Särsekbajev     | Weltervikt      | Adam Trupish (CAN) W 20-1       | Vitalie Grușac (MDA) W RSCI      | Dilshod Mahmudov (UZB) W 12-7 | Kim Jung-Joo (KOR)   | Carlos Banteux (CUB) · W 18'-9 |                  |
| Baqtijar Artajev      | Mellanvikt      | Said Rachidi (MAR) W 8-2        | Matvey Korobov (RUS) W 10-7      | James DeGale (GBR) L 8-3      | Gick inte vidare     | Gick inte vidare               |                  |
| Jerkebulan Sjynalijev | Lätt tungvikt   | Daugirdas Šemiotas (LTU) W 11-3 | Carlos Negron (PUR) W 9-3        | Djakhon Kurbanov (TJK) W DSQ  | Zhang Xiaoping (CHN) | 3                              |                  |
| Ruslan Myrsatayev     | Supertungvikt   |                                 | Daniel Beahan (AUS) W RSC        | Zhang Zhilei (CHN) L 2-12     | Gick inte vidare     | Gick inte vidare               | Gick inte vidare |

## Brottning
- Huvudartikel: Brottning vid olympiska sommarspelen 2008

| Tävlande               | Gren                             | Kvalifikation               | 1/8 Final                               | Kvartsfinal                     | Semifinal                         | Återkval 1                          | Återkval 2                | Final                         | Placering                                    |
| Tävlande               | Gren                             | Motståndare Resultat        | Motståndare Resultat                    | Motståndare Resultat            | Motståndare Resultat              | Motståndare Resultat                | Motståndare Resultat      | Motståndare Resultat          | Placering                                    |
| ---------------------- | -------------------------------- | --------------------------- | --------------------------------------- | ------------------------------- | --------------------------------- | ----------------------------------- | ------------------------- | ----------------------------- | -------------------------------------------- |
| Zjasulan Muchtarbekuly | Fristil, bantamvikt              | Mansurov (UZB) L0-1,0-1     | Gick inte vidare                        | Gick inte vidare                | Gick inte vidare                  | Gick inte vidare                    | Gick inte vidare          | Gick inte vidare              | Gick inte vidare                             |
| Baurzahn Orazgaliyev   | Fristil, fjädervikt              |                             | Dutt (IND) L 2-0, 0-3, 0-5              | Gick inte vidare                | Gick inte vidare                  | Gick inte vidare                    | Gick inte vidare          | Gick inte vidare              | Gick inte vidare                             |
| Leonid Spiridonov      | Fristil, lättvikt                | Qiang (CHN) W 1-1, 4-0, 2-0 | Azizov (AZE) W 2-0, 1-0                 | Farnijev (RUS) W 0-3, 1-0, 1-0  | Stadnik (UKR) L 0-1, 0-2          |                                     |                           |                               | Kumar (IND) L 1-2, 1-0, 0-1                  |
| Gennadij Lalijev       | Fristil, mellanvikt              | Sokhiev (UZB) L 4-5, 0-1    | Gick inte vidare                        | Gick inte vidare                | Gick inte vidare                  | Gick inte vidare                    | Gick inte vidare          | Gick inte vidare              | Gick inte vidare                             |
| Tajmuraz Tigijev       | Fristil, tungvikt                |                             | Vivénez (VEN) W 6-0, 3-0                | Batista (CUB) W 2-0, 1-0        | Gogsjelidze (GEO) W 1-1, 0-1, 2-0 | Muradov (RUS) · L 0-1, 0-1 · Silver |                           |                               |                                              |
| Marid Mutalimov        | Fristil, supertungvikt           |                             | Jae-Gang (KOR) W 1-1, 2-0               | Polatci (TUR) W 1-0, 1-2, 2-0   | Achmedov (RUS) L 0-6, 0-1         |                                     |                           |                               | Masoumi (IRI) · W 8-3, 1-1 · Brons           |
| Tatyana Bakatyuk       | Fristil, flugvikt                | Bye                         | Alexandra Engelhardt (GER) W 1 1-0 0    | Ingrid Medrano (ESA) W 5 2-0 0  | Carol Huynh (CAN) L 0 0 -1 4      | Gick inte vidare                    |                           |                               | Marija Stadnik (AZE) L 1 0-2 8               |
| Olga Smirnova          | Fristil, lättvikt                | Bye                         | Alena Filipova (BLR) W 2 3 4-0 0        | Xu Li (CHN) L 1 0 1-0 2 2       | Gick inte vidare                  | Gick inte vidare                    |                           | Ana Paval (ROU) L 3 1 0-5 1 3 | Gick inte vidare                             |
| Jelena Sjalygina       | Fristil, mellanvikt              | Bye                         | Aljona Kartasjova (RUS) L 0 0-1 3       | Gick inte vidare                | Gick inte vidare                  | Gick inte vidare                    |                           | Elina Vaseva (BUL) W 5 5-0 0  | Lise Golliot-Legrand (FRA) · W 5 3-0 2 Brons |
| Olga Zhanibekova       | Fristil, tungvikt                |                             | Rosângela Conceição (BRA) L 1 0 0-0 3 4 | Gick inte vidare                | Gick inte vidare                  | Gick inte vidare                    | Gick inte vidare          | Gick inte vidare              | Gick inte vidare                             |
| Asset Imanbaev         | Grekisk-romersk stil, bantamvikt |                             | Amojan (ARM) L 1 1/4 3                  | Gick inte vidare                | Gick inte vidare                  | Gick inte vidare                    | Gick inte vidare          | Gick inte vidare              | Gick inte vidare                             |
| Nurbakyt Tengysbayev   | Grekisk-romersk stil, fjädervikt |                             | Berge (NOR) W 3 3/0 0                   | Jung (KOR) W 3 2/2 0            | Rəhimov (AZE) L 1 0/1 7           | Did not advance                     |                           |                               | Sheng (CHN) · W 4 1 3 /1 2 0 Brons           |
| Darkhan Bayakhmetov    | Grekisk-romersk stil, lättvikt   |                             | Thätner (GER) W 2 3/1 1                 | Li (CHN) W 4 2 5/1 4 1          | Guénot (FRA) L 1 0/1 3            | Gick inte vidare                    |                           |                               | Siamjonau (BLR) L 0 1 1/2 1 1                |
| Roman Melyoshin        | Grekisk-romersk stil, weltervikt |                             | Shahsavan (AUS) W 3 1 5/0 2 0           | Mikhalovich (BLR) L 1 1 1/1 1 2 | Gick inte vidare                  | Gick inte vidare                    | Gick inte vidare          | Gick inte vidare              | Gick inte vidare                             |
| Andrey Samokhin        | Grekisk-romersk stil, mellanvikt |                             | Mishine (RUS) L 1 0-2 3                 | Gick inte vidare                | Gick inte vidare                  | Gick inte vidare                    | Gick inte vidare          | Gick inte vidare              | Gick inte vidare                             |
| Aset Mambetov          | Grekisk-romersk stil, tungvikt   | Chusjtov (RUS) L 0 0-5 5    | Gick inte vidare                        | Gick inte vidare                | Gick inte vidare                  | Gick inte vidare                    | Timoncini (ITA) W 2 2-1 0 | Ežerskis (LTU) W 1 1 3-2 1 1  | Švec (CZE) · W 1 6-1 0 Brons                 |

## Bågskytte
- Huvudartikel: Bågskytte vid olympiska sommarspelen 2008
- Damer

| Namn                | Gren         | Rankingrunda | Rankingrunda | 32-delsfinal                         | 16-delsfinal     | 8-delsfinal      | Kvartsfinal      | Semifinal        | Final            | Final            |
| Namn                | Gren         | Poäng        | Seed         | Resultat                             | Resultat         | Resultat         | Resultat         | Resultat         | Resultat         | Plats            |
| ------------------- | ------------ | ------------ | ------------ | ------------------------------------ | ---------------- | ---------------- | ---------------- | ---------------- | ---------------- | ---------------- |
| Anastassiya Bannova | Individuellt | 628          | 35           | Natalia Valeeva (ITA) (30) L 107-105 | Gick inte vidare | Gick inte vidare | Gick inte vidare | Gick inte vidare | Gick inte vidare | Gick inte vidare |

## Cykling
- Huvudartikel: Cykling vid olympiska sommarspelen 2008

### Landsväg
Herrar
| Cyklist          | Gren      | Tid             | Placering |
| ---------------- | --------- | --------------- | --------- |
| Maksim Iglinskij | Linjelopp | Avbröt          | Avbröt    |
| Andrej Mizurov   | Linjelopp | 6:26:27 (+2:38) | 44        |
| Andrej Mizurov   | Tempolopp | 1:06:32 (+4:21) | 24        |

Damer
| Cyklist          | Gren      | Tid             | Placering |
| ---------------- | --------- | --------------- | --------- |
| Zulfija Zabirova | Linjelopp | 3:32:45 (+0:21) | 10        |
| Zulfija Zabirova | Tempolopp | 36:29 (+1:38)   | 9         |

## Friidrott
- Huvudartikel: Friidrott vid olympiska sommarspelen 2008

Herrar
| Tävlande            | Gren              | Heat           | Heat           | Kvartsfinal     | Kvartsfinal     | Semifinal       | Semifinal       | Final           | Final           |
| Tävlande            | Gren              | Resultat       | Ranking        | Resultat        | Ranking         | Resultat        | Ranking         | Resultat        | Ranking         |
| ------------------- | ----------------- | -------------- | -------------- | --------------- | --------------- | --------------- | --------------- | --------------- | --------------- |
| Dmitrij Karpov      | Tiokamp           |                |                |                 |                 |                 |                 | Avslutade inte  | Avslutade inte  |
| Rustam Kuvatov      | 20 km gång herrar |                |                |                 |                 |                 |                 | 1:28:25         | 42              |
| Takhir Mamashev     | Maraton herrar    |                |                |                 |                 |                 |                 | 2:30.26         | 70              |
| Jevgenij Melesjenko | 400 m häck        | Avslutade inte | Avslutade inte | Avancerade inte | Avancerade inte | Avancerade inte | Avancerade inte | Avancerade inte | Avancerade inte |
| Vjatjeslav Muravjov | 200 m             | 21.68          | 56             | Avancerade inte | Avancerade inte | Avancerade inte | Avancerade inte | Avancerade inte | Avancerade inte |
| Roman Valijev       | Tresteg           | 16.20          | 30             |                 |                 |                 |                 | Avancerade inte | Avancerade inte |
| Sergej Zasimovisj   | Höjdhopp          | 2.10           | 37             |                 |                 |                 |                 | Avancerade inte | Avancerade inte |

Damer
| Marina Aitova         | Höjdhopp       | 1.93  | 1 Q |                 |                 |                 |                 | 1.93            | 10              |                 |                 |                 |                 |
| Tatjana Azarova       | 400 meter häck | 56.88 | 19  | Avancerade inte | Avancerade inte | Avancerade inte | Avancerade inte | Avancerade inte | Avancerade inte |                 |                 |                 |                 |
| Natalja Ivoninskaja   | 100 meter häck | 13.20 | 27  | Avancerade inte | Avancerade inte | Avancerade inte | Avancerade inte | Avancerade inte | Avancerade inte |                 |                 |                 |                 |
| Irina Litvinenko      | Tresteg        | 12.92 | 32  |                 |                 |                 |                 | Avancerade inte | Avancerade inte |                 |                 |                 |                 |
| Irina Naumenko        | Sjukamp        |       |     |                 |                 |                 |                 | Avslutade inte  | Avslutade inte  |                 |                 |                 |                 |
| Jelena Parfjonova     | Tresteg        | 13.46 | 27  |                 |                 |                 |                 | Avancerade inte | Avancerade inte |                 |                 |                 |                 |
| Anastassija Pilipenko | 100 meter häck | 12.99 | 17  | Avancerade inte | Avancerade inte | Avancerade inte | Avancerade inte | Avancerade inte | Avancerade inte |                 |                 |                 |                 |
| Olga Rypakova         | Tresteg        | 14.64 | 4 Q |                 |                 |                 |                 | 15.11           | 4               |                 |                 |                 |                 |
| Olga Rypakova         | längdhopp      | 6.30  | 30  |                 |                 |                 |                 | Avancerade inte | Avancerade inte |                 |                 |                 |                 |
| Olga Teresjkova       | 400 m          | 53.36 | 40  | Avancerade inte | Avancerade inte | Avancerade inte | Avancerade inte | Avancerade inte | Avancerade inte |                 |                 |                 |                 |
| Svetlana Tolstaja     | 20 km gång     |       |     |                 |                 |                 |                 | 1.34.03         | 30              |                 |                 |                 |                 |
| Iolanta Uljeva        | Kulstötning    | 15.49 | 32  |                 |                 |                 |                 | Avancerade inte | Avancerade inte |                 |                 |                 |                 |
| Jekaterina Jevsejeva  | Höjdhopp       | 1.85  | 28  |                 |                 |                 |                 | Avancerade inte | Avancerade inte | Avancerade inte | Avancerade inte | Avancerade inte | Avancerade inte |

## Gymnastik
- Huvudartikel: Gymnastik vid olympiska sommarspelen 2008

### Rytmisk gymnastik
| Tävlande        | Gren     | Final      | Final      | Final      | Final      | Final  | Final |
| Tävlande        | Gren     | Tunnband   | Boll       | Käglor     | Band       | Total  | Rank  |
| --------------- | -------- | ---------- | ---------- | ---------- | ---------- | ------ | ----- |
| Alija Jussupova | Mångkamp | 17.625 (6) | 17.825 (5) | 17.650 (4) | 16.700 (7) | 69.800 | 5     |

## Handboll
- Huvudartikel: Handboll vid olympiska sommarspelen 2008

Damer
| Nr | Pos. | Namn                | Födelsedatum (ålder)      | Klubb               |
| -- | ---- | ------------------- | ------------------------- | ------------------- |
| 2  | MB   | Xenija Nikandrova   | 27 januari 1987 (21 år)   | Seikmun Kyzylorda   |
| 4  | P    | Irina Boretjko      | 13 januari 1972 (36 år)   | Almaty Almaty       |
| 5  | HB   | Marina Pikalova     | 16 mars 1985 (23 år)      | Kazygurt Shymkent   |
| 7  | VB   | Gulzira Iskakova    | 4 november 1988 (19 år)   | Seikmun Kyzylorda   |
| 10 | P    | Jelena Portova      | 5 september 1985 (22 år)  | Kazygurt Shymkent   |
| 12 | MV   | Olga Travnikova     | 25 september 1970 (37 år) | Almaty Almaty       |
| 15 | MB   | Jelena Iljukhina    | 24 juni 1982 (26 år)      | Seikmun Kyzylorda   |
| 16 | MV   | Tatiana Parfenova   | 1 juni 1985 (23 år)       | Seikmun Kyzylorda   |
| 17 | VB   | Natalija Kubrina    | 15 januari 1975 (33 år)   | Almaty Almaty       |
| 19 | HY   | Natalija Jakovleva  | 29 september 1986 (21 år) | Kazygurt Shymkent   |
| 20 | P    | Jana Vassiljeva     | 28 november 1981 (26 år)  | Adil Ustkamenogorsk |
| 21 | HY   | Olga Ajiderskaja    | 28 juni 1982 (26 år)      | Seikmun Kyzylorda   |
| 22 | HB   | Julija Markovitj    | 11 juli 1989 (19 år)      | Seikmun Kyzylorda   |
| 24 | VY   | Jekaterina Tjapkova | 2 juli 1984 (24 år)       | Seikmun Kyzylorda   |

Gruppspel
| Nr | Land      | SM | V | O | F | GM  | IM  | MS  | Poäng |
| -- | --------- | -- | - | - | - | --- | --- | --- | ----- |
| 1  | Norge     | 5  | 5 | 0 | 0 | 154 | 106 | +48 | 10    |
| 2  | Rumänien  | 5  | 4 | 0 | 1 | 150 | 114 | +38 | 8     |
| 3  | Kina      | 5  | 2 | 0 | 3 | 122 | 135 | -13 | 4     |
| 4  | Frankrike | 5  | 2 | 0 | 3 | 121 | 128 | -7  | 4     |
| 5  | Kazakstan | 5  | 1 | 1 | 3 | 109 | 137 | -28 | 3     |
| 6  | Angola    | 5  | 0 | 1 | 4 | 109 | 147 | -38 | 1     |

## Judo
Herrar
| Idrottare            | Gren                    | Inledande omgång     | Sextondelsfinal            | Åttondelsfinal          | Kvartsfinal             | Semifinal              | Återkval 1                | Återkval 2           | Återkval 3           | Final / BM                   | Final / BM       |
| Idrottare            | Gren                    | Motståndare Resultat | Motståndare Resultat       | Motståndare Resultat    | Motståndare Resultat    | Motståndare Resultat   | Motståndare Resultat      | Motståndare Resultat | Motståndare Resultat | Motståndare Resultat         | Placering        |
| -------------------- | ----------------------- | -------------------- | -------------------------- | ----------------------- | ----------------------- | ---------------------- | ------------------------- | -------------------- | -------------------- | ---------------------------- | ---------------- |
| Salamat Utarbayev    | Extra lättvikt (-60 kg) | BYE                  | Liu Rw (CHN) L 0000–0001   | Gick inte vidare        | Gick inte vidare        | Gick inte vidare       | Gick inte vidare          | Gick inte vidare     | Gick inte vidare     | Gick inte vidare             | Gick inte vidare |
| Rinat Ibragimov      | Lättvikt (-73 kg)       | i.u.                 | Wang K-C (KOR) L 0000–1011 | Gick inte vidare        | Gick inte vidare        | Gick inte vidare       | Muminov (UZB) L 0001–1010 | Gick inte vidare     | Gick inte vidare     | Gick inte vidare             | Gick inte vidare |
| Asqat Zjitkejev      | Halv tungvikt (-100 kg) | i.u.                 | Al-Enezi (KUW) W 1110–0000 | Mekić (BIH) W 1001–0010 | Hadfi (HUN) W 1111–0100 | Grol (NED) W 1010–0100 | BYE                       | BYE                  | BYE                  | Naidangiin (MGL) L 0010–0120 | 2                |
| Yeldos Ikhsangaliyev | Tungvikt (+100 kg)      | i.u.                 | Pepic (AUS) W 0020–0000    | Riner (FRA) L 0000–1000 | Gick inte vidare        | Gick inte vidare       | Gick inte vidare          | Gick inte vidare     | Gick inte vidare     | Gick inte vidare             | Gick inte vidare |

Damer
| Idrottare         | Gren                    | Sextondelsfinal             | Åttondelsfinal             | Kvartsfinal               | Semifinal            | Återkval 1              | Återkval 2                    | Återkval 3               | Final / BM               | Final / BM       |
| Idrottare         | Gren                    | Motståndare Resultat        | Motståndare Resultat       | Motståndare Resultat      | Motståndare Resultat | Motståndare Resultat    | Motståndare Resultat          | Motståndare Resultat     | Motståndare Resultat     | Placering        |
| ----------------- | ----------------------- | --------------------------- | -------------------------- | ------------------------- | -------------------- | ----------------------- | ----------------------------- | ------------------------ | ------------------------ | ---------------- |
| Kelbet Nurgazina  | Extra lättvikt (-48 kg) | Jossinet (FRA) W 1000–0000  | Ouelgo (BUR) W 1001–0000   | Pak O-S (PRK) L 0001–0011 | Gick inte vidare     | BYE                     | Hormigo (POR) L 0001–0002     | Gick inte vidare         | Gick inte vidare         | Gick inte vidare |
| Sholpan Kaliyeva  | Halv lättvikt (-52 kg)  | BYE                         | Shih P-C (TPE) W 0021–0020 | An K-A (PRK) L 0000–0200  | Gick inte vidare     | BYE                     | Velázquez (VEN) W 0010–0000   | Heylen (BEL) W 1000–0000 | Haddad (ALG) L 0010–0121 | 5                |
| Gulzat Uralbayeva | Lättvikt (-57 kg)       | Gotay (USA) L 0010–1001     | Gick inte vidare           | Gick inte vidare          | Gick inte vidare     | Gick inte vidare        | Gick inte vidare              | Gick inte vidare         | Gick inte vidare         | Gick inte vidare |
| Zhanar Zhanzunova | Mellanvikt (-70 kg)     | Alvear (COL) L 0010–1001    | Gick inte vidare           | Gick inte vidare          | Gick inte vidare     | Gick inte vidare        | Gick inte vidare              | Gick inte vidare         | Gick inte vidare         | Gick inte vidare |
| Sagat Abikeyeva   | Halv tungvikt (-78 kg)  | Castillo (CUB) L 0000–1021  | Gick inte vidare           | Gick inte vidare          | Gick inte vidare     | Divya (IND) W 1010–0000 | Possamaï (FRA) L 0001–1010    | Gick inte vidare         | Gick inte vidare         | Gick inte vidare |
| Gulzhan Issanova  | Tungvikt (+78 kg)       | Sadkowska (POL) W 0101–0010 | Polavder (SLO) L 0001–1000 | Gick inte vidare          | Gick inte vidare     | BYE                     | Tserenkhand (MGL) L 0000–1000 | Gick inte vidare         | Gick inte vidare         | Gick inte vidare |

## Kanotsport
Slalom
| Jekaterina Lukitjeva | Damernas K-1 slalom | 113.26 | 15 | 108.03 | 14 | 221.29 | 11 Q | 128.08 | 12 | Gick inte vidare | Gick inte vidare | Gick inte vidare | Gick inte vidare |

Sprint
| Kanotist                               | Gren                 | Heat     | Heat      | Semifinal | Semifinal | Final            | Final            |
| Kanotist                               | Gren                 | Tid      | Placering | Tid       | Placering | Tid              | Placering        |
| -------------------------------------- | -------------------- | -------- | --------- | --------- | --------- | ---------------- | ---------------- |
| Alexej Dergunov                        | Herrarnas K-1 500 m  | 1:39.82  | 6 QS      | 1:47.573  | 7         | Gick inte vidare | Gick inte vidare |
| Dmitrij Torlopov                       | Herrarnas K-1 1000 m | 3:39.671 | 6 QS      | 3:47.212  | 8         | Gick inte vidare | Gick inte vidare |
| Michail Jemeljanov                     | Herrarnas C-1 500 m  | 1:54.832 | 5 QS      | 2:06.908  | 8         | Gick inte vidare | Gick inte vidare |
| Michail Jemeljanov                     | Herrarnas C-1 1000 m | 4:19.259 | 7 QS      | 4:16.813  | 8         | Gick inte vidare | Gick inte vidare |
| Alexandr Dyadtjuk Kaisar Nurmaganbetov | Herrarnas C-2 500 m  | 1:45.730 | 7 QS      | 1:44.992  | 7         | Gick inte vidare | Gick inte vidare |
| Dmitrij Kaltenberger Dmitrij Torlopov  | Herrarnas K-2 500 m  | 1:33.363 | 7 QS      | 1:33.512  | 6         | Gick inte vidare | Gick inte vidare |

## Konstsim
| Idrottare                 | Gren           | Teknisk rutin | Teknisk rutin | Fri rutin (inledande) | Fri rutin (inledande)  | Fri rutin (inledande) | Fri rutin (final) | Fri rutin (final)      | Fri rutin (final) |
| Idrottare                 | Gren           | Poäng         | Placering     | Poäng                 | Totalt (teknisk + fri) | Placering             | Placering         | Totalt (teknisk + fri) | Placering         |
| ------------------------- | -------------- | ------------- | ------------- | --------------------- | ---------------------- | --------------------- | ----------------- | ---------------------- | ----------------- |
| Ainur Kerey Arna Toktagan | Damernas duett | 41.750        | 20            | 42.583                | 84.333                 | 20                    | Gick inte vidare  | Gick inte vidare       | Gick inte vidare  |

## Modern femkamp
| Idrottare         | Gren  | Skytte (10 meter luftpistol) | Skytte (10 meter luftpistol) | Skytte (10 meter luftpistol) | Fäktning (värja) | Fäktning (värja) | Fäktning (värja) | Simning (200 m frisim) | Simning (200 m frisim) | Simning (200 m frisim) | Ridsport (hästhoppning) | Ridsport (hästhoppning) | Ridsport (hästhoppning) | Löpning (3000 m) | Löpning (3000 m) | Löpning (3000 m) | Totalpoäng | Slutresultat |
| Idrottare         | Gren  | Poäng                        | Placering                    | MF-poäng                     | Resultat         | Placering        | MF-poäng         | Tid                    | Placering              | MF-poäng               | Straff                  | Placering               | MF-poäng                | Tid              | Placering        | MF-poäng         | Totalpoäng | Slutresultat |
| ----------------- | ----- | ---------------------------- | ---------------------------- | ---------------------------- | ---------------- | ---------------- | ---------------- | ---------------------- | ---------------------- | ---------------------- | ----------------------- | ----------------------- | ----------------------- | ---------------- | ---------------- | ---------------- | ---------- | ------------ |
| Galina Dolgusjina | Damer | 176                          | 23                           | 1048                         | 23–12            | =3               | 952              | 2:26,28                | 28                     | 1168                   | 56                      | 13                      | 1144                    | 11:44,57         | 34               | 904              | 5216       | 26           |
| Lada Jienbalanova | Damer | 170                          | 32                           | 976                          | 15–20            | =24              | 760              | 2:19,13                | 17                     | 1252                   | 452                     | 36                      | 748                     | DNS              | 36               | 0                | 3736       | 36           |

## Rodd
Damer
| Idrottare                             | Gren                    | Heat    | Heat      | Återkval | Återkval  | Kvartsfinal | Kvartsfinal | Semifinal | Semifinal | Final   | Final     | Final |
| Idrottare                             | Gren                    | Tid     | Placering | Tid      | Placering | Tid         | Placering   | Tid       | Placering | Tid     | Placering |       |
| ------------------------------------- | ----------------------- | ------- | --------- | -------- | --------- | ----------- | ----------- | --------- | --------- | ------- | --------- | ----- |
| Inga Dudtjenko                        | Singelsculler           | 8:28,24 | 4 QF      | i.u.     | i.u.      | 8:15,88     | 5 SC/D      | 8:16,95   | 3 FC      | 8:16,09 | 18        |       |
| Alexandra Opatjanova Natalja Voronova | Lättvikts-dubbelsculler | 7:29,07 | 6 R       | 7:54,12  | 5 FC      | i.u.        | i.u.        | BYE       | BYE       | 7:32,36 | 16        |       |

## Simning
- Huvudartikel: Simning vid olympiska sommarspelen 2008

## Skytte
- Huvudartikel: Skytte vid olympiska sommarspelen 2008

## Taekwondo
| Idrottare       | Gren             | Åttondelsfinaler       | Kvartsfinaler        | Semifinaer           | Återkval             | Bronsmatch           | Final                | Final            |
| Idrottare       | Gren             | Motståndare Resultat   | Motståndare Resultat | Motståndare Resultat | Motståndare Resultat | Motståndare Resultat | Motståndare Resultat | Placering        |
| --------------- | ---------------- | ---------------------- | -------------------- | -------------------- | -------------------- | -------------------- | -------------------- | ---------------- |
| Arman Chilmanov | Herrarnas +80 kg | Nikolaidis (GRE) L 3–4 | Gick inte vidare     | Gick inte vidare     | Zrouri (MAR) W WO    | Matos (CUB) W DSQ*   | Gick inte vidare     | 3                |
| Lija Nurkina    | Damernas −67 kg  | Épangue (FRA) L 0–3    | Gick inte vidare     | Gick inte vidare     | Gick inte vidare     | Gick inte vidare     | Gick inte vidare     | Gick inte vidare |

## Triathlon
| Triathlet      | Gren                | Simning (1,5 km) | Trans 1 | Cykling (40 km) | Trans 2 | Löpning (10 km) | Total tid  | Placering |
| -------------- | ------------------- | ---------------- | ------- | --------------- | ------- | --------------- | ---------- | --------- |
| Danjlo Sapunov | Herrarnas triathlon | 18:11            | 0:29    | 59:05           | 0:31    | 32:42           | 1:50:58,93 | 21        |

## Tyngdlyftning
- Huvudartikel: Tyngdlyftning vid olympiska sommarspelen 2008

## Volleyboll
- Huvudartikel: Volleyboll vid olympiska sommarspelen 2008